# Torneo de Linz 2018
El Upper Austria Ladies Linz 2018 fue un torneo de tenis que se jugó en canchas duras bajo techo. Fue la 32.ª edición de la Generali Ladies Linz, y formó parte de los torneos internacionales de la WTA Tour de 2018. Se llevó  a cabo en Linz (Austria) del 8 al 14 de octubre de 2018.

## Distribución de puntos
| Modalidad           | Campeona | Finalista | Semifinales | Cuartos de final | 2ª ronda | 1ª ronda | Clasificadas | 3ª ronda de clasificación | 2ª ronda de clasificación | 1ª ronda de clasificación |
| Individual femenino | 280      | 180       | 110         | 60               | 30       | 1        | 18           | 14                        | 10                        | 1                         |
| Dobles femenino     | 280      | 180       | 110         | 60               | -        | 1        | -            | -                         | -                         | -                         |

## Cabezas de serie

### Individuales femenino
| Tenista                  | Ranking | Preclasificada |
| Julia Görges             | 10      | 1              |
| Kiki Bertens             | 11      | 2              |
| Barbora Strýcová         | 26      | 3              |
| Dominika Cibulková       | 30      | 4              |
| Camila Giorgi            | 31      | 5              |
| Anastasia Pavlyuchenkova | 34      | 6              |
| Magdaléna Rybáriková     | 35      | 7              |
| Donna Vekić              | 38      | 8              |
| Kateřina Siniaková       | 40      | 9              |

- Ranking del 1 de octubre de 2018.[2]

### Dobles femenino
| Tenista                              | Ranking | Preclasificada |
| Raquel Atawo Anna-Lena Grönefeld     | 58      | 1              |
| Lyudmyla Kichenok Katarina Srebotnik | 59      | 2              |
| Kirsten Flipkens Johanna Larsson     | 67      | 3              |
| Irina Bara Xenia Knoll               | 147     | 4              |

## Campeonas

### Individual femenino
Camila Giorgi venció a  Ekaterina Alexandrova por 6-3, 6-1 

### Dobles femenino
Kirsten Flipkens /  Johanna Larsson vencieron a  Raquel Atawo /  Anna-Lena Grönefeld por 4-6, 6-4, [10-5]